# Miré
Miré település Franciaországban, Maine-et-Loire megyében. Lakosainak száma 1050 fő (2022. január 1.). Miré Saint-Denis-d’Anjou, Bierné-les-Villages és Les Hauts-d’Anjou községekkel határos.

## Népesség
A település népességének változása:
| Lakosok száma | 741  | 1035 | 958  | 960  | 1056 | 1011 | 984  | 973  | 999  | 1050 |
|               | 1968 | 1982 | 1990 | 2006 | 2013 | 2015 | 2017 | 2019 | 2020 | 2022 |